# Дума, Василий Михайлович
Василий Михайлович Дума (род. 20 июня 1954, Калинино, Азово-Черноморский край) — российский политический деятель. Член Совета Федерации Федерального Собрания Российской Федерации от Костромской области.

## Биография

### Совет Федерации
Член Совета Федерации Федерального Собрания Российской Федерации от Костромской области с мая 2004 по май 2011. Представлял в СФ исполнительный орган государственной власти Костромской области.
С июня 2004 по июнь 2005 — член Комитета СФ по делам Содружества Независимых Государств, с июня 2004 по нояб. 2007 — член Комиссии СФ по взаимодействию со Счетной палатой РФ и Комиссии СФ по естественным монополиям, с июня 2005 по март 2006 — член Комитета СФ по природным ресурсам и охране окружающей среды, с марта 2006 по нояб. 2007 — заместитель председателя Комитета СФ по природным ресурсам и охране окружающей среды, с нояб. 2007 по февр. 2008 — член Комитета СФ по природным ресурсам и охране окружающей среды, с февр. 2008 — заместитель председателя Комитета СФ по природным ресурсам и охране окружающей среды и член Комиссии СФ по взаимодействию со Счетной палатой РФ.

## Семья
Дочь — Мирослава (род. 1985), российская предпринимательница и инвестор.

## Награды
- Орден Дружбы (15 февраля 2003 года) — за достигнутые трудовые успехи и многолетнюю добросовестную работу[2]
- Медаль «В память 850-летия Москвы»
- Медаль «За освоение недр и развитие нефтегазового комплекса Западной Сибири»
- Орден «За заслуги» I степени (4 мая 2019 года, Украина) — за значительный личный вклад в государственное строительство, социально-экономическое, культурно-образовательное развитие Украины, весомые трудовые достижения и высокий профессионализм[3]
- Орден «За заслуги» II степени (17 августа 2006 года, Украина) — за весомый личный вклад в укрепление международного авторитета Украины, популяризацию исторических и современных достояний украинского народа, активное участие в жизни зарубежной украинской общины[3]
- Орден «За заслуги» III степени (4 сентября 1999 года, Украина) — за многолетнюю благотворительную деятельность, направленную на сохранение и развитие украинской культуры[4]
- Орден Преподобного Сергия Радонежского II и III степени
- Орден Святого благоверного князя Даниила Московского II степени
- Почётная грамота Патриарха Московского и всея Руси Алексия II
- Грамота Верховной Рады Украины